# Dyrzela frontalis
Dyrzela frontalis là một loài bướm đêm trong họ Noctuidae.